# Mr. Wu (film fra 1919)
Mr. Wu er en britisk stumfilm fra 1919 af Maurice Elvey.

## Medvirkende
- Matheson Lang som Wu
- Lillah McCarthy
- Meggie Albanesi som Nang Ping
- Roy Royston som Basil Gregory
- Teddy Arundell